# Silvanus Speht

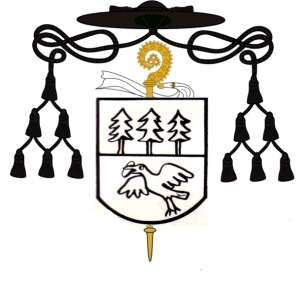
Das Wappen des Abtes Silvanus Speht

Silvanus Speht (* 1611 in Nüdlingen; † 15. März 1646) war von 1641 bis 1646 Abt des Benediktinerklosters in Münsterschwarzach.

## Münsterschwarzach vor Speht
Die Zeit vor dem Amtsantritt des Silvanus Speht war in Münsterschwarzach von den Auseinandersetzungen zwischen Protestanten und Katholiken geprägt. Bereits 1525 waren die Gebäude der Abtei von Stadtschwarzacher Bürgern im Deutschen Bauernkrieg zerstört worden. Nach dem mühsamen Wiederaufbau, der sich bis 1540 hinzog, wurde das Kloster erneut von durchziehenden Truppen des Schmalkaldischen Bundes heimgesucht.
Ab 1618 brach dann der Dreißigjährige Krieg aus. Wieder begann für die Abtei der wirtschaftliche Niedergang, denn der Krieg und die sogenannte Kleine Eiszeit zerstörten die Ernten der Klostergüter. 1631 musste der Konvent unter Abt Johannes Kassian Speiser das Kloster verlassen, das nun von den Schweden besetzt wurde. Spehts Vorgänger Abt Nikolaus III. Molitor wurde von nur fünf Wählern zum Abt ernannt und starb bereits im Jahr seiner Benediktion.

## Leben

### Frühe Jahre
Silvanus Speht wurde im Jahr 1611 im unterfränkischen Nüdlingen, nahe der Stadt Kissingen geboren. Der Nachname ist lediglich auf zwei Briefen überliefert, die Speht im Jahr 1640 schrieb. Auch über die Familie des Abtes ist nichts bekannt, genauso schweigen die Quellen zur frühen Ausbildung des jungen Silvanus. Ein Studium muss allerdings vorausgesetzt werden, denn im Jahr 1629 trat Speht in die Abtei Münsterschwarzach ein.
Hier erhielt er, nachdem er bereits 1629 sein Gelübde abgelegt hatte, schnell seine Weihen: Die Niederen Weihen wurden ihm am 25. Mai 1630 zuerkannt, am 21. Dezember 1630 wurde Speht Subdiakon. Seine Diakonsweihe erhielt er am 20. September 1631. Als am 12. Oktober 1631 die protestantischen Schweden die Abtei besetzten, musste der junge Mönch zusammen mit dem Konvent ins nahegelegene Würzburg fliehen. Die Priesterweihe wurde deshalb aufgeschoben.
Erst 1636 kehrten die Mönche in die Abtei zurück. Abt Kassian Speiser präsentierte daraufhin Speht den Geistlichen Räten der Bischofsstadt am 20. Juli 1637 oder 1638 zum Kuraexamen. In den folgenden Jahren engagierte sich Silvanus Speht in den Klosterdörfern. Er übte hier seelsorgerische Aufgaben aus und wurde in dieser Funktion in den Jahren 1639 bis 1641 in Sommerach und Nordheim am Main überliefert. 
Nachdem Abt Nikolaus bereits im Jahr seiner Ernennung, 1640, starb, wurde ab 10. Dezember für die Übergangszeit Georg Reinhard als Administrator in Münsterschwarzach eingesetzt. Erst im Februar des Jahres 1641 fand dann die reguläre Abtswahl im Würzburger Stadtkloster St. Stephan statt, das durch den Dreißigjährigen Krieg noch nicht zerstört worden war. Aus ihr ging am 7. Februar Silvanus Speht als neuer Abt von Münsterschwarzach hervor.

### Als Abt
Seine Konfirmation empfing Speht am 9. Februar 1641 durch den Würzburger Fürstbischof Franz von Hatzfeld. Daraufhin wurde er am 15. April desselben Jahres in Münsterschwarzach benediziert. Ausführender Prälat war der hierfür besonders bevollmächtigte Abt Andreas Streublein aus dem Würzburger Stephanskloster. Speht übernahm die Abtei in einer wirtschaftlich sehr schweren Situation und machte sich sogleich daran diese zu verbessern.
Hierzu ließ er die einzelnen Konventsmitglieder Pfarrstellen im Umland des Klosters besetzen. Der Abt selbst zog ins Klosterdorf Nordheim am Main und betreute von hier aus die Gemeinde im nahen Sommerach. Diese Ämterhäufung brachte Abt Silvanus im Jahr 1645 eine Rüge durch die Visitatoren, die das Kloster besuchten. Speht verzichtete daraufhin auf die Pfarraufgaben und zog wiederum ins Kloster zurück.
Trotz der schweren Notlage, in der das Kloster geraten war, entsandte Speht drei Mönche nach Bamberg. Sie sollten hier ihr Studium intensivieren. Ein letzter Versuch der Annäherung an die Bursfelder Kongregation, von der sich das Kloster seit der ausbleibenden Hilfe im Bauernkrieg entfernt hatte, fand auch während der Amtszeit des Silvanus Speht statt: Beim Präsidenten Leonard Colchon ließ Speht wegen der Überlassung eines Novizenmeisters anfragen.
Im Februar des Jahres 1646 erkrankte der Abt von Münsterschwarzach schwer. Er verstarb am 15. März 1646 nachts um elf Uhr, wohl an den Folgen der Schwindsucht. Das Begräbnis fand am 19. März statt. Eine, nach dem Tod des Silvanus Speht veröffentlichte Charakteristik beschreibt ihn als Mann mit rötlichem Gesicht und blondem Bart. Weiter unten wird ihm allerdings ein furchtsamer Geist attestiert.

## Wappen
Das persönliche Wappen des Silvanus Speht ist, auch bedingt durch die relativ kurze Amtszeit, lediglich auf einem Siegel vom 15. September 1641 überliefert. Beschreibung: Geteilt; oben drei Tannen, unten ein auffliegender Rabe mit einem Brot im Schnabel. Die Wappenfarben sind unbekannt.